# Arhopala elira
Arhopala elira är en fjärilsart som beskrevs av Corbet 1941. Arhopala elira ingår i släktet Arhopala och familjen juvelvingar. Inga underarter finns listade i Catalogue of Life.